# Dʰéǵʰōm
*Dʰéǵʰōm (пра-инд. *dʰéǵʰōm или *dʰǵʰōm, «земля»), или *Pleth₂wih₁ (пра-инд. *pleth₂wih₁, «распростёртая») — реконструированное имя богини Земли в праиндоевропейской мифологии.

## Образ
Мать-Земля (*Déǵʰōm Méh₂tēr) обычно изображалась как обширная (*pleth₂wih₁) и тёмная (*dʰengwo-) обитель смертных, та, которая несёт на себе все вещи и живые существа. Она часто сочетается с *Dyēus Ph2tēr, богом дневного неба и местом жизни бессмертных и небесных богов, поскольку плодоносящие дожди Дьеуса могут принести питание и процветание земным племенам. Таким образом, *Dʰéǵʰōm обычно ассоциируется в индоевропейских традициях с плодородием, ростом и смертью и рассматривается как мать и жилище людей.

## Варианты образа
- Гея — у греков[4].
- Теллус — у римлян[5].
- Ёрд — у скандинавов[6].
- Жемина (литовцы)[7] и Земес-мате (латыши)[8] — у балтов.
- Притхиви — у индусов ведического периода[9][5].
- Бхуми — у более поздних индусов.
- Спандармат — у иранцев.
- Нерта — у германцев.
- Мать — сыра земля — у славян[10].
- Дану — у кельтов[11][12].
- Апи — у скифов[13].